# Natale Tommasi
Natale Tommasi (Tavernaro, 24 dicembre 1853 – Trento, 21 marzo 1923) è stato un architetto italiano.

## Biografia

### Formazione

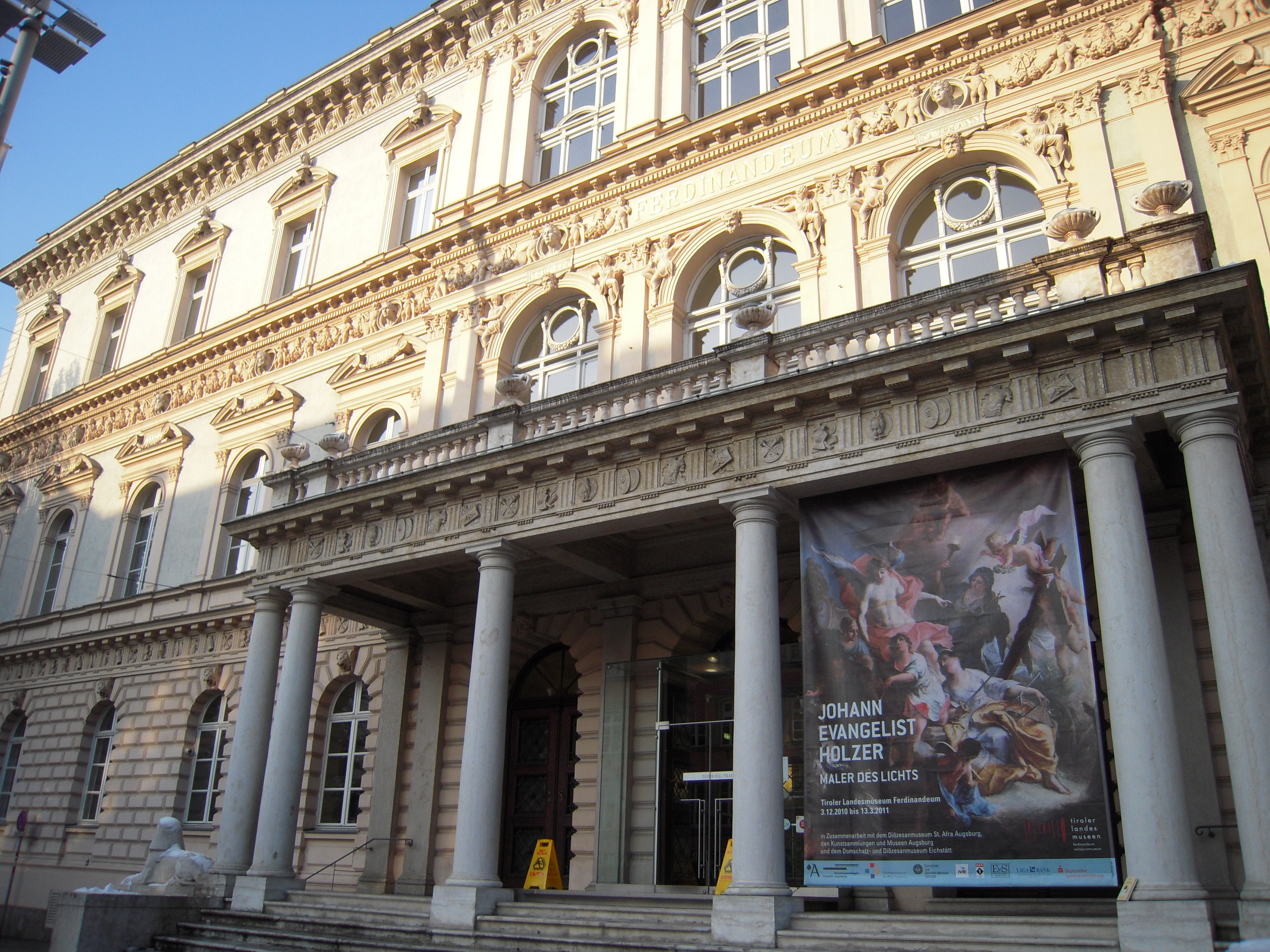
Facciata del Ferdinandeum di Innsbruck

Natale Tommasi nacque nel 1853 in una modesta famiglia trentina a Tavernaro vicino a Trento, ramo dalla famiglia Tomasi von Meanberg originaria di Meano. Iniziò gli studi a Trento poi li continuò a Monaco di Baviera cominciando presto a interessarsi di architettura disegnando progetti per vari edifici pubblici e privati. Nel 1879 cominciò a proporre i suoi lavori pubblicamente e intanto conobbe la futura moglie, Elisabeth Golzner. Ottenne la laurea in architettura nel 1881 e nel 1882 i suoi progetti iniziarono a essere realizzati.

### Affermazione
La facciata del Ferdinandeum di Innsbruck fu il lavoro che lo rese celebre e continuò con progetti sul locale ospedale e con elaborazioni di urbanistica.
Dopo aver lavorato a Innsbruck si trasferì a Gorizia poi a Trieste. In quest'ultima città venne incaricato di progettare una grande struttura psichiatrica, che venne pensata con edifici inseriti in un grande parco per favorire la cura delle persone ricoverate. Il suo progetto tuttavia, ritenuto troppo oneroso, non fu approvato. Prima che il secolo finisse ritornò a Trento e dal 1920 fu responsabile presso il Commissariato generale civile. Morì nel 1923, ed è sepolto nel cimitero di Cognola.

## Opere
Tra le sue opere realizzate:
- Facciata del Tiroler Landesmuseum Ferdinandeum a Innsbruck
- Chiesa della Madonna del Mare a Pola
- Chiesa di Santa Maria Assunta nuova a Baselga di Piné
- Chiesa di San Rocco a Miola (Baselga di Piné)
- Palazzo di Giustizia a Trento